# Comando de Operações Táticas

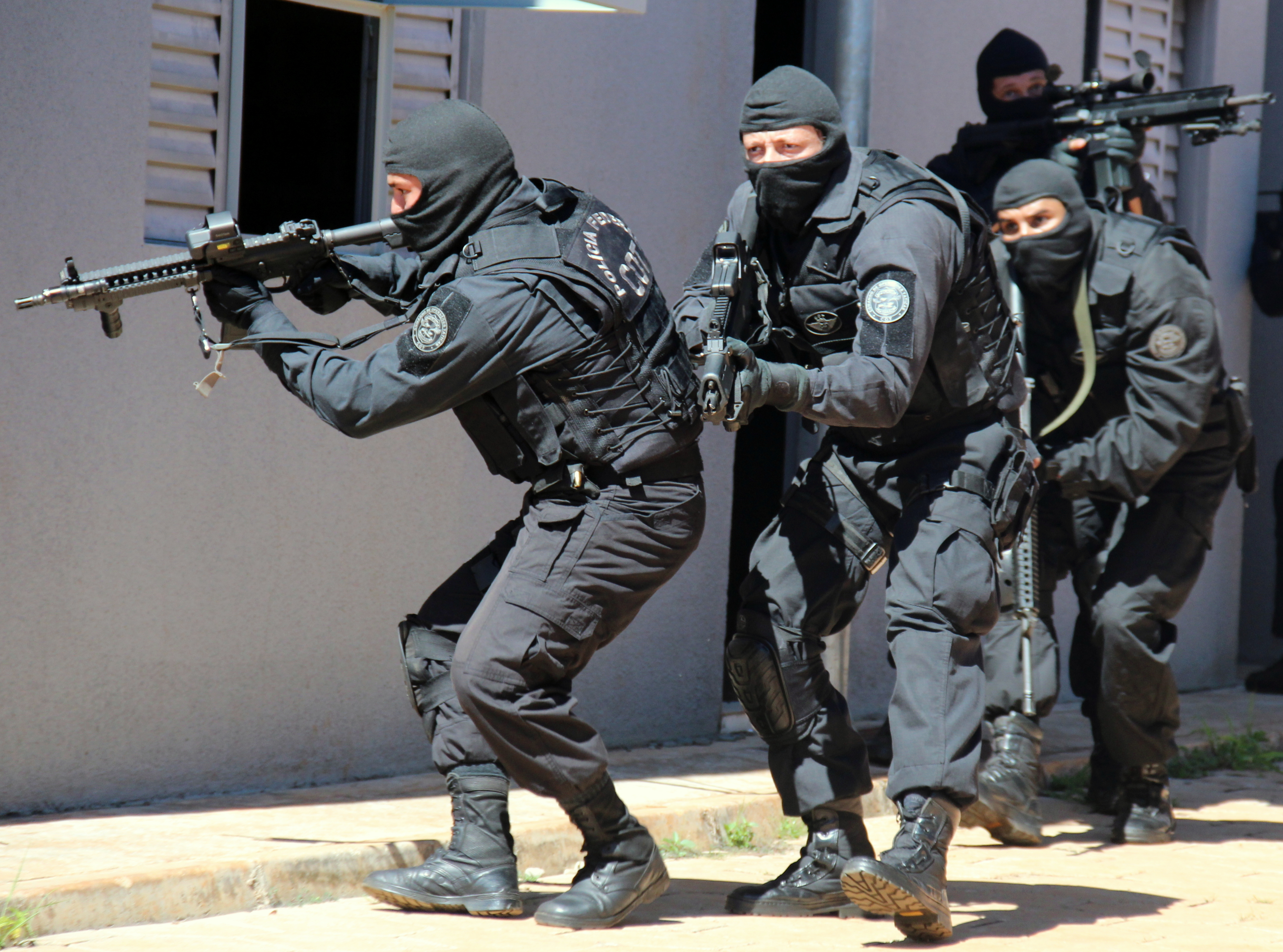
Polizisten der COT beim Training

Die Comando de Operações Táticas oder kurz COT ist eine Spezialeinheit der brasilianischen Polícia Federal (Bundespolizei). Die Einheit absolviert etwa 110 Einsätze pro Jahr. Bekannte Einsätze waren Operação Topeira, wo ein Schlag gegen die Mafiaorganisation PCC gelang. Aspiranten werden einem harten Training unterzogen und nach ein bis zwei Jahren folgt eine sogenannte Feuertaufe, wo die Aspiranten zu vollen Mitgliedern der Einheit werden. Trainings für Favelas wurden lange Zeit bei der BOPE von Rio de Janeiro durchgeführt. Jedoch wurde für die COT eine eigene Anlage gebaut, welche eine Favela nachbildet.
1983 hat die Comissão Parlamentar Mista de Inquérito (Parlamentarische Untersuchungsausschuss) dem Justizministerium empfohlen, eine Spezialeinheit auf zu stellen. Gegründet wurde die Einheit 1988 mit einer kleinen Gruppe von Polizeiagenten.